# Водотривкий шар

Геологія артезіанських вод. Показані водотривкі та обводнені пласти.

Водотривкі шари гірських порід підстилають водоносний горизонт утворюючи водотривке ложе.

Водотривкий шар (нім. Grundwassersohle) — шар водонепроникних гірських порід, що зверху чи знизу обмежує водоносний горизонт. Водотривку покрівлю або водотривке ложе утворюють водотривкі породи — глини, суцільні вапняки і масивно-кристалічні породи, глинисті сланці, кристалічні сланці та інш.